# Kabinett Schwabe/Hustaedt II
Das Kabinett Schwabe/Hustaedt II bildete vom 26. Juli 1927 bis zum 21. Februar 1928 die Landesregierung von Mecklenburg-Strelitz.
Die erneute Ernennung des Staatsministeriums erfolgte am 26. Juli 1927. Am 21. Februar 1928 trat das Staatsministerium zurück. Die Weiterführung der Geschäfte wurde den Ministern untersagt.
| Amt | Name              | Partei |
| --- | ----------------- | ------ |
| Abteilung I: Abteilung des Innern mit Unterabteilungen für Tiefbauten, für Medizinalangelegenheiten und für Arbeiter-Angelegenheiten, das Siedlungsamt und die Unterabteilungen für Domänen und für Hochbauten | Karl Schwabe      | DNVP   |
| Abteilung II: Abteilung für die Finanzen mit der Unterabteilung für Forsten, die Abteilung für Justiz und die Abteilung für Unterricht und Kunst                                                               | Roderich Hustaedt | DDP    |